# Karaikal
Karaikal (Tamil: காரைக்கால் Kāraikkāl [ˈkaːɾai̯kːaːl]; auch Karaikkal, französisch Karikal) ist eine Stadt im Süden Indiens mit rund 86.000 Einwohnern (Volkszählung 2011). Die ehemalige französische Kolonie gehört heute zum Unionsterritorium Puducherry.

## Geografie

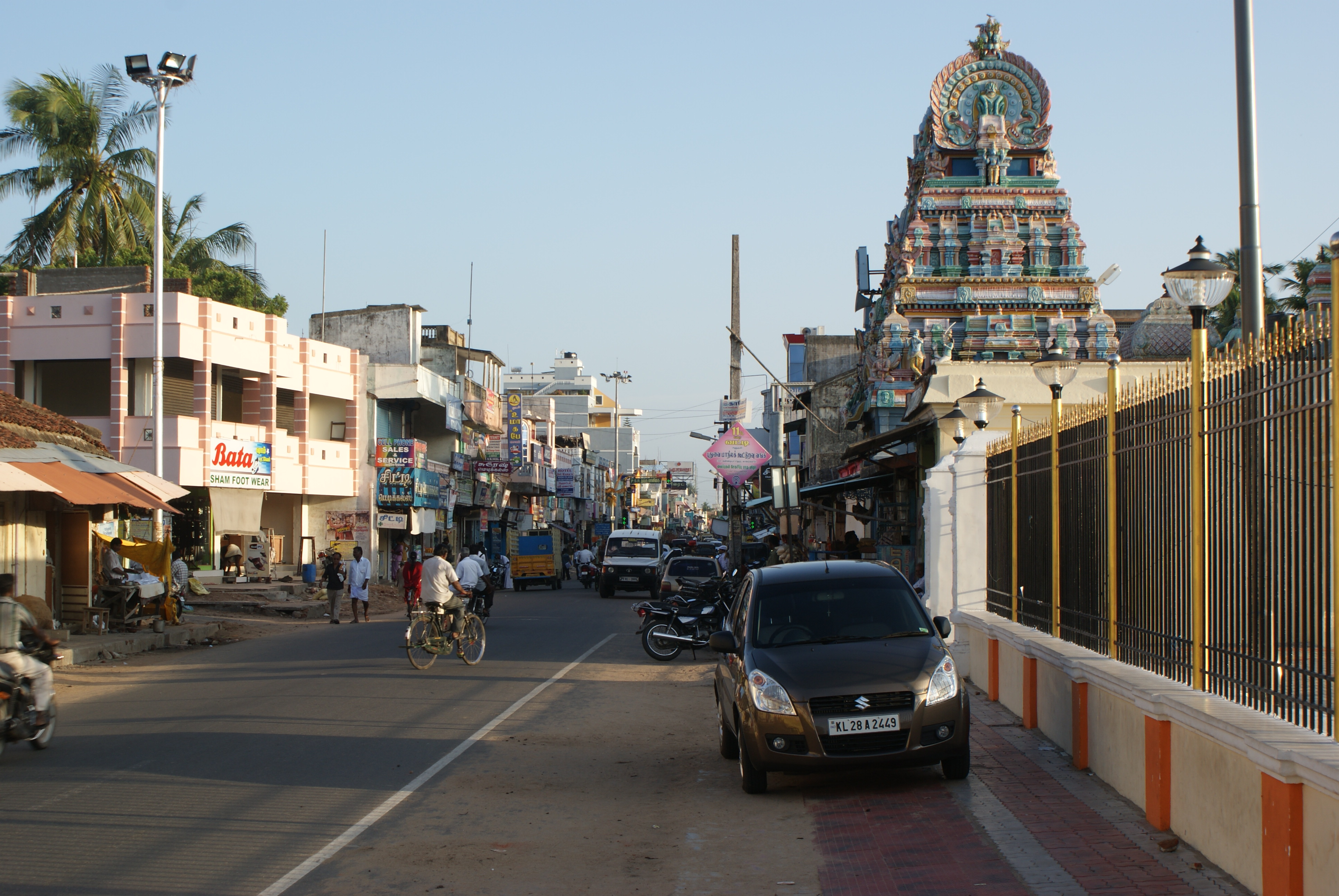
Hauptstraße von Karaikal

Karaikal liegt rund 280 Kilometer südlich von Chennai (Madras) an der Koromandelküste am Golf von Bengalen im Mündungsdelta des Kaveri-Flusses. Direkt südlich der Stadt fließt der Arasalar, einer der zahlreichen Mündungsarme des Kaveri, ins Meer. Die nächste größere Stadt ist das rund acht Kilometer südlich gelegene Nagapattinam, rund zwölf Kilometer nördlich liegt Tharangambadi (Tranquebar).
Karaikal ist Verwaltungssitz des Distrikts Karaikal. Dieser umfasst neben Karaikal einige Dörfer im Hinterland und wird vom Gebiet des Bundesstaats Tamil Nadu umgeben. Neben Puducherry, Mahe und Yanam ist Karaikal eine von vier räumlich nicht zusammenhängenden Exklaven des Unionsterritoriums Puducherry. Die Stadt Puducherry, die Hauptstadt des Unionsterritoriums, liegt ebenfalls an der Koromandelküste 130 Kilometer nördlich von Karaikal.

## Geschichte

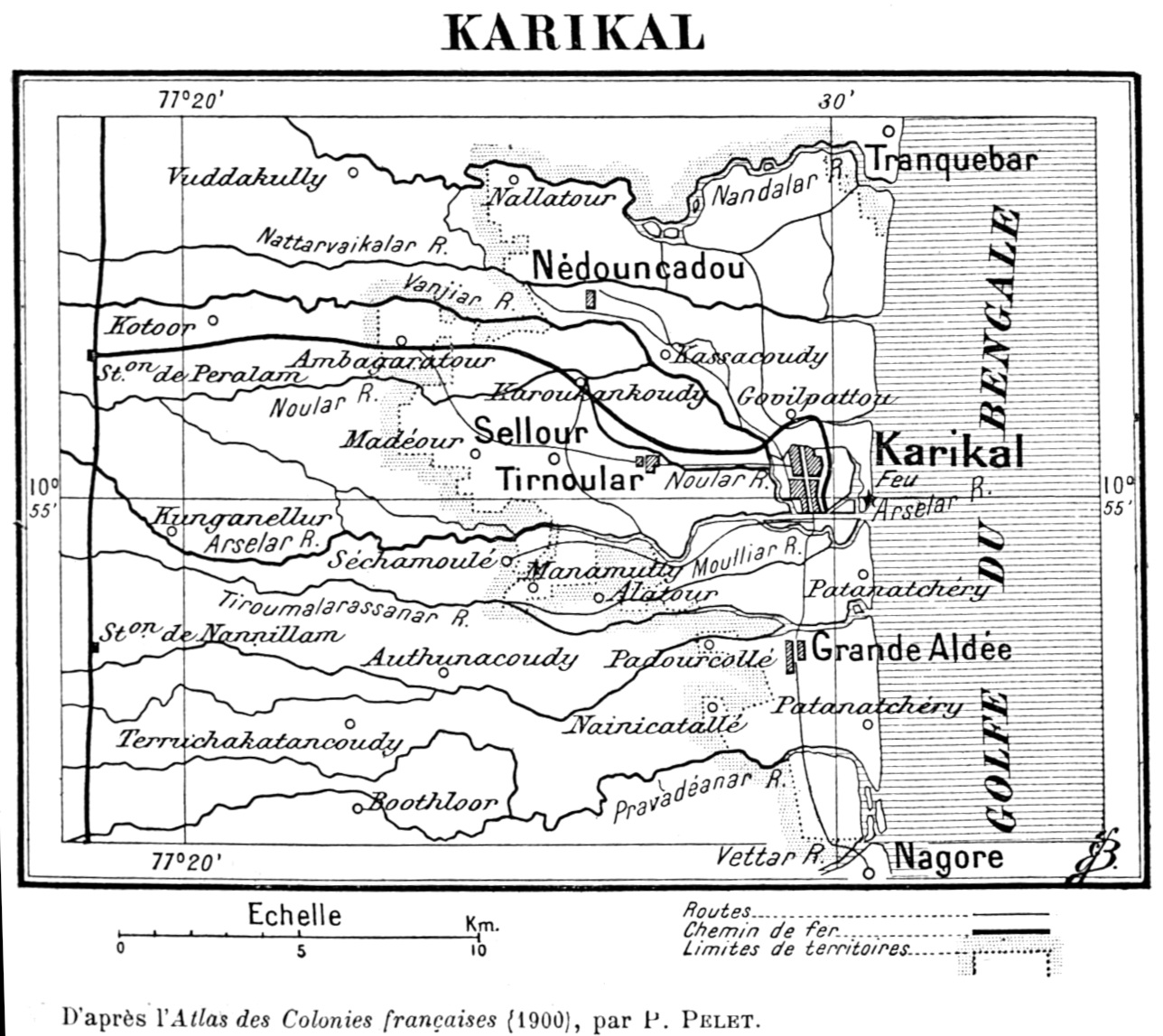
Das Territorium auf einer Karte von 1900.

Karaikal hat eine weit ins Altertum reichende Geschichte. Die Stadt ist der Heimatort der Hymnendichterin Karaikal Ammaiyar („Mutter aus Karaikal“), die um 550 n. Chr. lebte und von den Tamilen als eine von 63 shivaitischen Heiligen (Nayanmars) verehrt wird. Das Periyapuranam, eine mittelalterliche Hagiografie, beschreibt Karaikal als eine prosperierende Hafenstadt mit hohen Gebäuden und reichen Händlern.

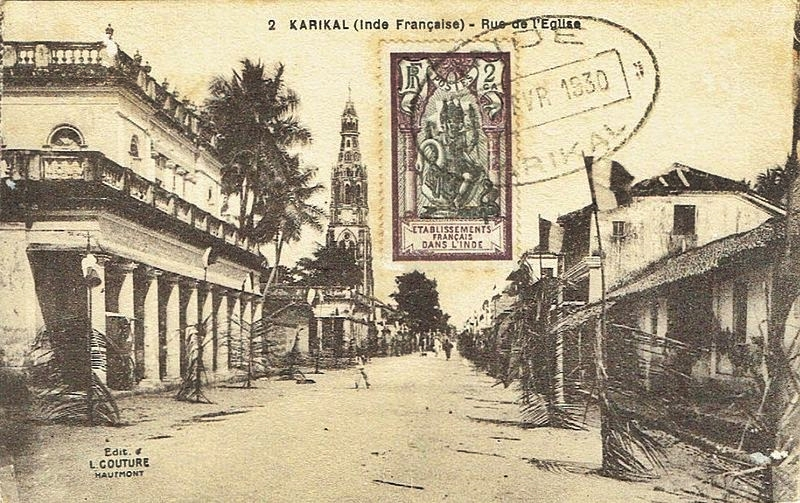
Ansicht von Karaikal (um 1910)

Die französische Kolonialzeit in Karaikal begann, als die Franzosen 1739 das Gebiet dem König von Thanjavur abkauften und einen Handelsstützpunkt in Karaikal errichteten. Während der Karnatischen Kriege, in denen Frankreich und Großbritannien um die Vorherrschaft in Südindien rangen wurde Karaikal zweimal von den Briten erobert. Als Ergebnis der Kriege musste Frankreich 1763 im Pariser Frieden den größten Teil seiner Besitzungen in Indien an Großbritannien abgeben. Karaikal blieb aber einer von fünf Handelsstützpunkten in französischer Hand. Nachdem die Stadt während der Koalitionskriege abermals von den Briten besetzt wurde, erhielt Frankreich erst 1817 wieder die totale Kontrolle über Karaikal.
Nachdem Indien 1947 unabhängig geworden war, annektierte es 1954 die französischen Kolonien. Der Vertrag, in dem Frankreich seine Kolonien an Indien abtrat, wurde 1956 abgeschlossen, trat aber erst 1962 nach der Ratifizierung durch das französische Parlament de jure in Kraft. Im Jahr darauf wurde das Unionsterritorium Puducherry gegründet, zu dem auch Karaikal kam.

## Bevölkerung
Nach der Volkszählung 2011 hat Karaikal 86.838 Einwohner. 68 Prozent der Einwohner der Stadt sind Hindus, 21 Prozent sind Muslime und 11 Prozent Christen. Die Hauptsprache ist wie im benachbarten Tamil Nadu das Tamilische, das nach der Volkszählung 2001 von rund 97 Prozent der Einwohner Karaikals als Muttersprache gesprochen wird.

## Sehenswürdigkeiten

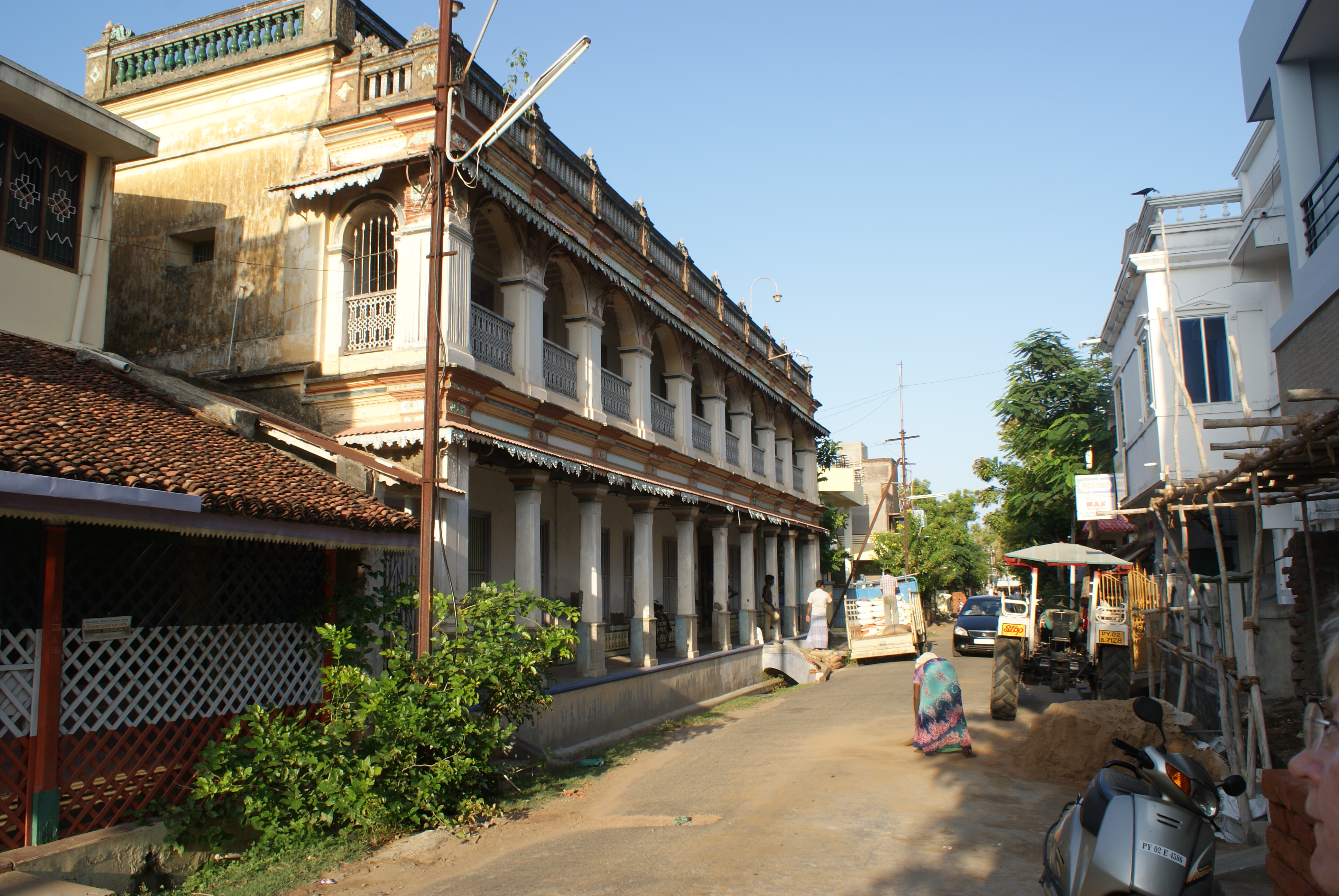
Französischer Kolonialbau in Karaikal

Der französische Einfluss ist in Karaikal immer noch spürbar, wenn auch nicht genauso stark wie in Puducherry. Die Innenstadt Karaikals hat ein regelmäßiges, schachbrettartiges Straßennetz. An die französische Herrschaftszeit erinnern eine Reihe von erhaltenen Kolonialbauten und der alte französische Friedhof. Sonstige Sehenswürdigkeiten in Karaikal-Stadt sind ein kleiner Hindutempel für die Dichterheilige Karaikal Ammaiyar im Stadtzentrum, ferner die Hauptmoschee samt gegenüberliegender Dargah (Sufi-Schrein) an der Stelle der Grabs des muslimischen Heiligen Syed Dawood, der 1829 in Karaikal verstarb, sowie die Kirche Our Lady of Angels (erbaut 1891).
Fünf Kilometer westlich von Karaikal befindet sich im Dorf Tirunallar ein bedeutendes Hindu-Pilgerziel. Der Tempel von Tirunallar gehört zu den Navagraha-Tempeln, einer Gruppe von neun Tempeln im Kaveridelta, die den Himmelskörpern gewidmet sind, und beherbergt einen Schrein für Shani, den personifizierten Planeten Saturn. Ebenfalls nicht weit von Karaikal sind der muslimische Pilgerort Nagore und die christliche Wallfahrtsstätte Velankanni.

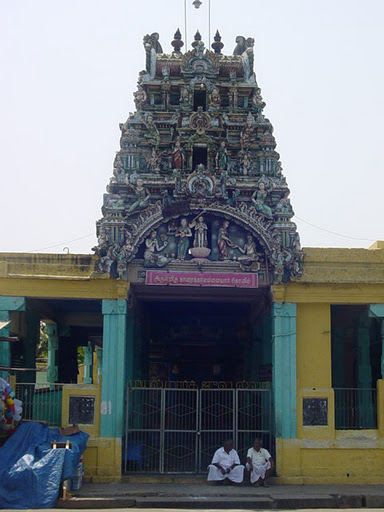
Karaikal-Ammaiyar-Tempel
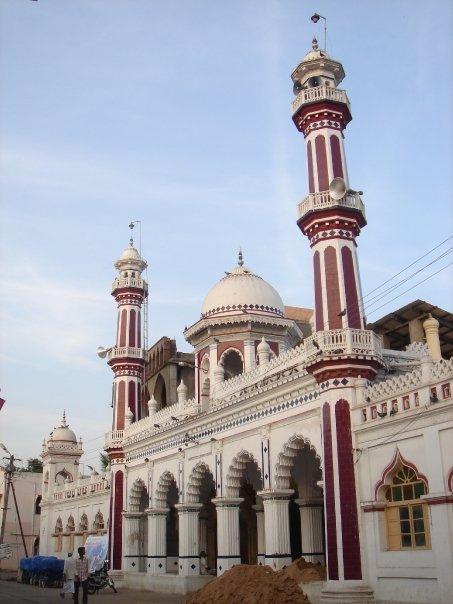
Hauptmoschee
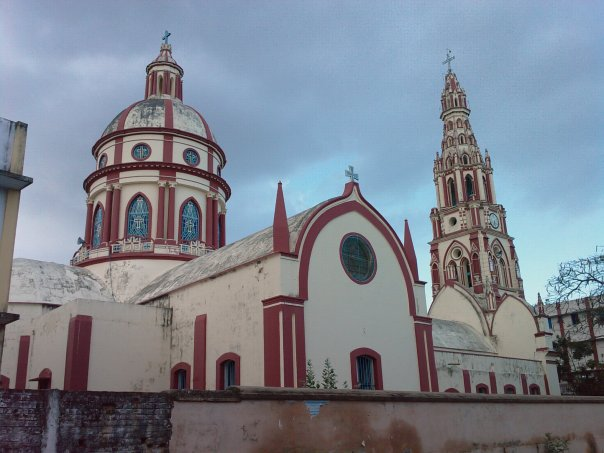
Kirche Our Lady of Angels

## Wirtschaft und Infrastruktur

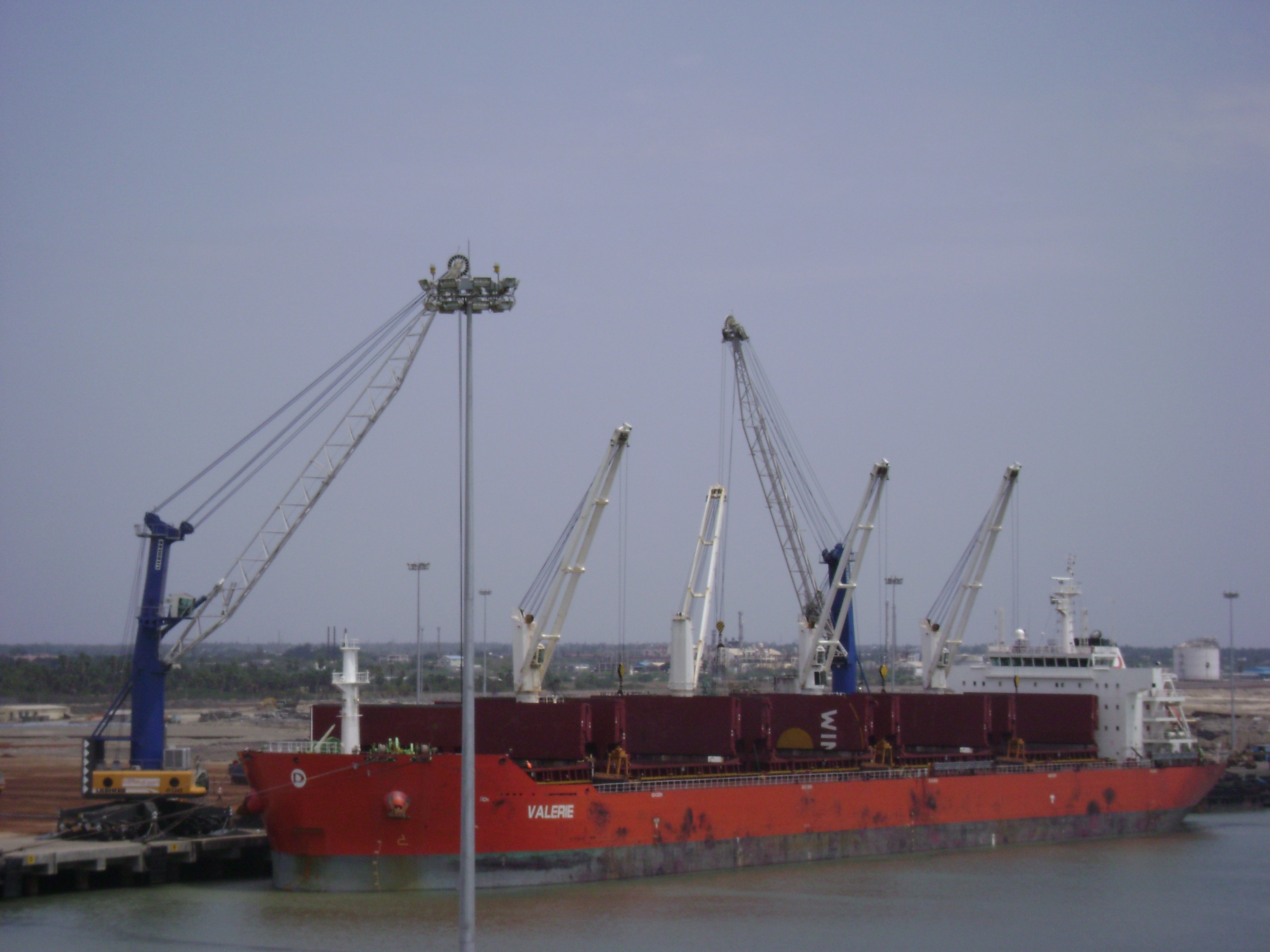
Schiff im Hafen Karaikal

Karaikal ist mit Pondicherry im Norden und dem nahegelegenen Nagapattinam im Süden über den parallel zur Küste verlaufenden National Highway 45A verbunden. Von Nagapattinam führt außerdem der National Highway 67 nach Westen in Richtung Thanjavur und Tiruchirappalli. Der Bahnhof von Karaikal ist Endpunkt einer Eisenbahnstrecke von Tiruchirappalli über Thanjavur und Nagapattinam. Der nächste Flughafen ist der Flughafen Tiruchirappalli in 160 Kilometern Entfernung.
2009 wurde zwölf Kilometer südlich der Stadt der Hafen Karaikal eröffnet. Er soll als Umschlagsplatz für die Güter Zentral-Tamil-Nadus dienen und so eine Alternative zu den bestehenden Seehäfen in Chennai und Thoothukudi bilden. 2011–2012 wurden 6 Millionen Tonnen Güter umgeschlagen, was einen Anstieg von mehr als einem Viertel gegenüber dem vorigen Geschäftsjahr bedeutete. Geplant ist, die Kapazität bis 2017 auf 47 Millionen Tonnen pro Jahr zu steigern.
Ökonomisch profitiert Karaikal von seiner Zugehörigkeit zum Unionsterritorium Puducherry und den gegenüber dem benachbarten Tamil Nadu niedrigeren Steuersätzen. Vor allem die Alkoholsteuern sind in Puducherry deutlich niedriger, was zu Alkoholtourismus und -schmuggel zwischen Tamil Nadu und Karaikal führt.